# Tariq Stévart
Prof. Dr.Tariq Stévart ( n. 1973 ) es un botánico belga, siendo especialista en botánica tropical.
En 1998, obtuvo su B.S. de la Universidad Libre de Bruselas, en Ciencias Biológicas. En la misma Universidad recibió en 2000, su M.Sc., y en 2003 defendió su tesis de doctorado. Desde 2006 es curador asociado del Jardín Botánico de Misuri.

## Algunas publicaciones
- Stévart, t.; f. de Oliveira. 2001. Guide des orchidées de São Tomé et Príncipe, Ecofac, Libreville
- Droissart, v.; b. Sonké, m.n. Djuikouo, c. Nguembou, i. Parmentier, t. Stévart. 2009. Synopsis of the genus Chamaeangis (Orchidaceae) with two new taxa. Systematic Botany, 34 (2)
- Stévart, t., v. Cawoy, t. Damen, v. Droissart. (en prensa). Taxonomy of West Central African orchid (1): A new Angraecum sect. Pectinaria (Benth.) Schltr. (Orchidaceae) from Gabon and Equatorial Guinea. Systematic Botany
- -----. 2006. Orchidaceae. In Check-list des plantes vasculaires du Gabon/ Checklist of Gabonese vascular plants (ed E. Robbrecht), pp. 301-319. Scripta Botanica Belgica, 35
- -----, p. Cribb. 2004. Five new Tridactyle (Orchidaceae) from central Africa. Kew Bulletin, 59: 195-205
- -----. 2003. Etude taxonomique, écologique et phytogéographique des Orchidaceae en Afrique centrale atlantique [Taxonomical, ecological and phytogeographical study of the Orchidaceae in Atlantic Central Africa]. PhD thesis, Université Libre de Bruxelles, Bélgica
- Parmentier, i., t. Stévart, o.j. Hardy. 2005. The inselberg flora of Atlantic Central Africa. I. Determinants of species assemblages. Journal of Biogeography, 32 (4): 685-696
- Stévart, t.; p.j. Cribb. 2004. New species and records of Orchidaceae from São Tomé and Príncipe. Kew Bulletin, 59 (2): 77-86
- Stévart, t.; n. Nguema. 2004. Trois espèces et quatre combinaisons nouvelles de Polystachya (Orchidaceae) du Cameroun, de Guinée Equatoriale et du Gabon. Adansonia, 26 (2): 217-233
- Stévart, t., d. Geerinck, i. Parmentier, j. Lejoly. 2003. A new species of Polystachya sect. Polychaete (Orchidaceae) from central Africa. Systematics and Geography of Plants, 73: 281-285

- La abreviatura «Stévart» se emplea para indicar a Tariq Stévart como autoridad en la descripción y clasificación científica de los vegetales.[2]